# 柴田直子 (ボクサー)
柴田 直子（しばた なおこ、1981年4月4日 - ）は、日本の元プロボクサー。第2代OPBF女子東洋太平洋ライトフライ級王者。第3代IBF女子ジュニアフライ級王者。ワールドスポーツボクシングジム所属。東京都足立区出身。東京都立芝商業高等学校卒業。

## 来歴

### アマチュア時代
2005年に行われた全日本女子大会フライ級で優勝。準決勝では2階級制覇を狙っていた伊藤雅恵（現：秋田屋まさえ）、決勝では後のアジア大会銅メダリスト新本亜也をそれぞれ退けている。同年にはアジア選手権にも出場するが、1回戦敗退。
2008年、全日本大会で決勝に進むが、新本亜也に敗れる。大会後にプロ転向を表明。

### プロ時代
2008年11月19日に後楽園ホールでプロデビュー。JWBCより活動する伊藤知子を3-0判定で降す。
2009年4月9日、これがデビュー戦となった栗原理恵を1回TKOで退ける。
2009年6月26日、「G Legend 2」にて後のWBC世界ミニフライ級王者黒木優子に2-0判定勝利。
2009年11月12日、野口智代に3回TKO勝利。
2010年2月5日、横浜文化体育館において後のWBA世界ライトミニマム級王者宮尾綾香に3-0判定勝利。
2010年7月17日、初の6回戦として小田美佳と対戦し、4回TKO勝利。
WBC女子世界アトム級14位・OPBF女子東洋太平洋ミニフライ級1位にランクインした。
2010年12月15日に開催の「G Legend 3」のメインでOPBF女子東洋太平洋ミニフライ級王者藤岡奈穂子とのタイトルマッチに挑み、5回以降打撃戦に持ち込むが、プロ初黒星となる0-3の判定負けを喫し王座獲得に失敗した。

#### 東洋太平洋王座獲得
2011年5月8日、「女子トリプル世界戦」のアンダーカードとして、菊地奈々子の引退に伴い空位となったOPBF女子東洋太平洋ライトフライ級王座決定戦を江畑佳代子と行い、3-0の判定勝ちを収め王座獲得に成功した。
2011年11月30日、「G Legend 4」にて小田美佳と対戦し、3-0の判定勝ちを収めOPBF東洋太平洋女子ライトフライ級王座の初防衛に成功した。
2012年4月10日、日本ミニマム級王者三田村拓也とのダブルタイトルマッチとして元WBA女子世界ミニマム級王者孫抄弄と対戦し、3-0の判定勝ちを収めOPBF女子東洋太平洋ライトフライ級王座の2度目の防衛を果たした。尚、OPBF女子タイトルマッチは同年より8回戦に短縮されており、この試合が適用第1号となった。

#### 世界王座挑戦
9月16日、大阪・よみうり文化ホールで多田悦子が持つWBA女子ミニマム級王座に挑戦。試合は0-3の判定負けを喫し王座獲得に失敗した。
2013年3月3日、後楽園ホールにおける「G Legend 5」にてトリプル世界戦の一戦として、WBC女子世界ライトフライ級王者エスメラルダ・モレノが妊娠に伴い休養王者となったため、その王座を元WBA女子世界ミニマム級暫定王者でWBC女子世界ライトフライ級4位のイベス・サモラと争うことになった。試合は1-2の判定負けを喫し王座獲得に失敗した。
次戦はOPBF女子東洋太平洋ライトフライ級王座の3度目の防衛戦として同年7月12日に後楽園ホールでこれが3度目の顔合わせとなる小田美佳との試合となった。試合は3-0の判定で勝利して3度目の防衛成功した。

#### 世界王座獲得
11月14日に後楽園ホールにて小関桃 vs ノラ・カルドザとのダブル世界戦としてアロンドラ・ガルシア（Alondra Garcia、メキシコ）とIBF女子世界ジュニアフライ級王座決定戦に挑み、接近戦での打ち合いに応じてポイントを稼ぎ3-0の判定で勝利、3度目の挑戦で世界王座獲得。

#### 世界王座防衛

##### 初防衛
初防衛戦は2014年3月3日の「G Legend 6」にてIBF女子世界ジュニアフライ級3位のグアダルーペ・マルティネス（Guadalupe Martinez、メキシコ）と対戦。3-0（98-93、98-92、99-91）の判定勝ちを収め初防衛に成功した。

##### 2度目の防衛
2度目の防衛戦は2014年8月2日、地元の足立区総合スポーツセンターにて、指名試合としてアナ・アラゾラ（メキシコ）を迎え撃つ。試合は9回に連打を浴びせてレフェリーストップ、9回1分49秒TKO勝ちを収め2度目の防衛に成功した。
同年度のIBF女子最高優秀選手を受賞、日本人女子の主要4団体MVP受賞は史上初。

##### 3度目の防衛
3度目の防衛戦は2015年2月19日、後楽園ホールにて元OPBF女子東洋太平洋ミニフライ級王者でIBF女子世界ジュニアフライ級6位の花形冴美を迎え撃つ。試合は2-0の判定勝ちを収め3度目の防衛に成功した。

##### 4度目の防衛
4度目の防衛戦は、メキシコ・グアダラハラで元WBC女子世界ライトフライ級王者でIBF2位のエスメラルダ・モレノを迎え撃つ予定だった。当初発表された日時は6月27日だったが、現地プロモーターの都合により7月中旬ごろに延期される見通しと発表され、結局プロモーターの資金不足が理由で中止になった。IBFと協議しながら別の相手を探していた。
仕切り直しとなった4度目の防衛戦は、2015年11月13日に後楽園ホールで6位のマリア・サリナスの挑戦を受けることになった。試合は1-1の引き分けで4度目の防衛成功。

##### 5度目の防衛
2016年4月10日、埼玉県草加市の草加市文化会館ホールにてアンチャリー・マンコングとノンタイトルを行い、3回1分22秒TKO勝利。
2016年8月13日、当初は竹中佳と対戦する予定だったが、竹中のWBO女子世界ライトフライ級王座決定戦出場に伴いIBF女子世界ライトフライ級2位のマリア・サリナスと対戦し、2-0（96-94が2者、95-95）の判定勝ちを収め9ヵ月ぶりの再戦を制し5度目防衛に成功した。

#### 世界王座陥落（6度目の防衛失敗）
2017年3月4日、プロ初となる海外戦としてメキシコ・グアダラハラにて2度目の対戦となるアロンドラ・ガルシア相手に6度目の防衛戦を行う。試合は0-3（94-96、92-98、93-97）の判定で敗れ王座陥落。

#### 再起
2017年4月9日、元東洋太平洋スーパーウェルター級王者、細川貴之の引退試合でラウンドガールを務める。
王座陥落後、一度は引退も検討していたが、2017年4月25日の後楽園ホールでの興行で現役続行を表明。
2017年9月1日、シーザー・マノップジム（タイ）を2回1分20秒TKOで降し再起成功。

#### 多田との再戦 - 引退
2017年11月10日、WBO女子アジア太平洋ミニフライ級王座決定戦として多田悦子と5年ぶりの再戦。しかし、0-3判定で返り討ちにされ、試合後に引退を表明。

## 人物
- 高校卒業後、現在まで事務員として勤務している。
- 高校の先輩に真部豊[38]、後輩に田口良一がいる。
- 高校時代は珠算部に所属し全国2位に輝いた経歴を持つ[2]。
- 4度目の防衛戦の前日計量では、スカートを借りて挑んだ[39]。

## 戦績
- アマチュア:19戦 12勝 7敗
- プロボクシング:23戦 17勝 6KO 5敗 1分

| 戦           | 日付           | 勝敗 | 時間    | 内容    | 対戦相手                   | 国籍     | 備考                                           |
| ------------ | -------------- | ---- | ------- | ------- | -------------------------- | -------- | ---------------------------------------------- |
| 1            | 2008年11月19日 | ☆    | 4R      | 判定3-0 | 伊藤知子(シャイアン山本)   | 日本     | プロデビュー戦                                 |
| 2            | 2009年4月9日   | ☆    | 1R 1:41 | TKO     | 栗原理恵(平仲BS)           | 日本     |                                                |
| 3            | 2009年6月26日  | ☆    | 4R      | 判定2-0 | 黒木優子(関)               | 日本     |                                                |
| 4            | 2009年11月12日 | ☆    | 3R 1:57 | TKO     | 野口智代(ジャパンスポーツ) | 日本     |                                                |
| 5            | 2010年2月5日   | ☆    | 4R      | 判定3-0 | 宮尾綾香(大橋)             | 日本     |                                                |
| 6            | 2010年7月17日  | ☆    | 4R 1:43 | TKO     | 小田美佳(宮田)             | 日本     |                                                |
| 7            | 2010年12月15日 | ★    | 10R     | 判定0-3 | 藤岡奈穂子(T&H)            | 日本     | OPBF女子東洋太平洋ミニフライ級タイトルマッチ   |
| 8            | 2011年5月8日   | ☆    | 10R     | 判定3-0 | 江畑佳代子(ワタナベ)       | 日本     | OPBF女子東洋太平洋ライトフライ級タイトルマッチ |
| 9            | 2011年11月30日 | ☆    | 10R     | 判定3-0 | 小田美佳(宮田)             | 日本     | OPBF防衛1                                      |
| 10           | 2012年4月10日  | ☆    | 8R      | 判定3-0 | 孫抄弄                     | 韓国     | OPBF防衛2                                      |
| 11           | 2012年9月16日  | ★    | 10R     | 判定0-3 | 多田悦子(フュチュール)     | 日本     | WBA女子世界ミニマム級タイトルマッチ            |
| 12           | 2013年3月3日   | ★    | 10R     | 判定1-2 | イベス・サモラ             | メキシコ | WBC女子世界ライトフライ級タイトルマッチ        |
| 13           | 2013年7月12日  | ☆    | 8R      | 判定3-0 | 小田美佳(宮田)             | 日本     | OPBF防衛3                                      |
| 14           | 2013年11月14日 | ☆    | 10R     | 判定3-0 | アロンドラ・ガルシア       | メキシコ | IBF女子ジュニアフライ級タイトルマッチ          |
| 15           | 2014年3月3日   | ☆    | 10R     | 判定3-0 | グアダルーペ・マルティネス | メキシコ | IBF防衛1                                       |
| 16           | 2014年8月2日   | ☆    | 9R 1:49 | TKO     | アナ・アラゾラ             | メキシコ | IBF防衛2                                       |
| 17           | 2015年2月19日  | ☆    | 10R     | 判定2-0 | 花形冴美(花形)             | 日本     | IBF防衛3                                       |
| 18           | 2015年11月13日 | △    | 10R     | 判定1-1 | マリア・サリナス           | メキシコ | IBF防衛4                                       |
| 19           | 2016年4月10日  | ☆    | 3R 1:22 | TKO     | アンチャリー・マンコング   | タイ     |                                                |
| 20           | 2016年8月13日  | ☆    | 10R     | 判定2-0 | マリア・サリナス           | メキシコ | IBF防衛5                                       |
| 21           | 2017年3月14日  | ★    | 10R     | 判定0-3 | アロンドラ・ガルシア       | メキシコ | IBF陥落                                        |
| 22           | 2017年9月1日   | ☆    | 2R 1:20 | TKO     | シーザー・マノップジム     | タイ     |                                                |
| 23           | 2017年11月10日 | ★    | 8R      | 判定0-3 | 多田悦子(真正)             | 日本     | WBO女子アジア太平洋ミニフライ級王座決定戦      |
| テンプレート |                |      |         |         |                            |          |                                                |

## 獲得タイトル
アマチュア
- 第3回全日本女子大会フライ級優勝

プロ
- 第2代OPBF女子東洋太平洋ライトフライ級王座（防衛3=返上）
- 第3代 IBF女子世界ジュニアフライ級王座（防衛5）

## 受賞歴
- IBF女子最高優秀選手（2014年）